# James Horlick
James Nockells Horlick, 4e baronnet Horlick, est né le 22 mars 1886 dans le quartier de Brooklyn, à New York, aux États-Unis, et décédé en 1972 à Gigha, en Écosse. C'est un militaire, un homme politique et un collectionneur de rhododendrons.

## Biographie
Né aux États-Unis, James Horlick effectue ses études à Eton et Oxford, au Royaume-Uni. Pendant la Première Guerre mondiale, il sert sur le front macédonien. Il rencontre alors, à Thessalonique, le roi Alexandre Ier de Grèce et son épouse Aspasia Manos, qui deviennent ses amis.
Après la Grande Guerre, il est élu député de Gloucester (1923-1929) sous l'étiquette conservatrice.
En 1944, il acquiert Achamore House et l'île de Gigha, en Écosse. Il y plante un jardin de rhododendrons qui lui vaut de nombreuses décorations.
Devenu 4e baronnet Horlick à la mort de son neveu en 1958, il meurt en 1972.